# Mälaren
Mälaren je jezero u Švedskoj, treće po veličini u zemlji poslije Vänerna i Vätterna. Površina jezera je 1.140 km², a najveća dubina je 64 metra. Mälaren se proteže 120 km od istoka prema zapadu. Preko kanala Södertälje, Hammarbyslussen, Karl Johanslussen i Norrström jezerska se voda odvodi prema Baltičkom moru. Najistočnija uvala Mälarena u središtu Stockholma zove se Riddarfjärden. Jezero se nalazi u regiji Svealand i omeđeno je pokrajinama Uppland, Södermanland, Närke i Västmanland.
Na njemu se nalazi nekoliko desetaka otoka. Dva najveća su Selaön (91 km²) i Svartsjölandet (79 km²).
Vikinška naselja Birka na otoku Björkö i Hovgården na susjednom otoku Adelsöu su na popisu Svjetske baštine UNESCO-a od 1993. godine. Na popisu je od 1991. godine i Palača Drottningholm na otoku Lovön.

## Glavni otoci, gradovi i dijelovi jezera
| Otoci | Dijelovi jezera | Gradovi |
| --- | --- | --- |
| - Adelsön - Aspön - Björkö - Ekerön - Helgö - Kungsholmen (Stockholm) - Kurön - Lilla Essingen (Stockholm) - Lovön - Munsön - Ridön (Västmanland) - Ridön (Södermanland) - Selaön - Stora Essingen (Stockholm) - Svartsjölandet - Tosterön | - Galten - Blacken - Långtarmen - Freden - Västeråsfjärden - Granfjärden - Oknöfjärden - Gripsholmsfjärden - Prästfjärden - Björkfjärden - Ekoln - Gorran & Skarven - Östra Mälaren | - Bålsta - Hallstahammar - Köping - Kungsängen - Kungsör - Mariefred - Stockholm - Strängnäs - Södertälje - Torshälla - Uppsala - Västerås |

## Vanjske poveznice
- Mälarguiden - Vodič Mälarena
- Strömma Kanalbolaget  Arhivirana inačica izvorne stranice od 8. studenoga 2006. (Wayback Machine)
- Dvorci Mälarena